# Folia NRC
Folia NRC (inaczej koc ratunkowy, koc przeciwwstrząsowy, folia termiczna, folia izotermiczna) – cienka płachta z metalizowanego tworzywa sztucznego (polipropylen). Używana w ratownictwie, turystyce i wspinaczce oraz w sytuacjach awaryjnych w celu poprawy komfortu cieplnego. Jej użycie opóźnia proces wychłodzenia organizmu, bowiem zmniejsza utratę ciepła organizmu w wyniku parowania wody oraz wiatru.
Jasna, odblaskowa powierzchnia ułatwia odnalezienie osoby poszkodowanej w terenie.

## Historia
Pomysł metalizowanej folii polipropylenowej powstał w latach 70. XX wieku w National Research Center w USA na potrzeby programu NASA.

## Cechy
- Typowe wymiary: 210 × 160 cm (po złożeniu 10 na 15 cm), masa: 62 g.

## Zastosowanie
Osobę, co do której zachodzi obawa wychłodzenia organizmu lub którą chce się uchronić przed stratami ciepła, zawija się w folię NRC. 
Zaleca się, by stroną srebrną do ciała pacjenta owijać w celu ograniczenia wychłodzenia, natomiast stroną srebrną na zewnątrz, by nie dopuścić do przegrzania. Różnice są jednak nieduże (mniejsze niż 20%), a ważniejsze jest samo zastosowanie folii. Strona złota jest lepiej widoczna na śniegu, więc powinna być na zewnątrz dla zapewnienia lepszej widoczności, co będzie miało znaczenie np. w złych warunkach pogodowych czy oświetleniowych.
W przypadku przebicia płuca kawałek folii można wykorzystać jako opatrunek zastawkowy.

### Zastosowanie w transporcie medycznym i opiece okołooperacyjnej
Osoby poszkodowane podczas transportu do szpitala oraz pacjenci podczas zabiegów operacyjnych są narażeni na znaczną utratę ciepła. Przyczynia się to do pogłębienia wstrząsu i zwiększa destabilizację stanu ogólnego związaną z urazem lub zabiegiem chirurgicznym. Utrata energii cieplnej odbywa się czterema drogami: poprzez konwekcję, przewodzenie, parowanie i promieniowanie. Owinięcie kocem zmniejsza konwekcję, szczególnie wtedy gdy zimny wiatr penetruje odzież i oziębia skórę pacjenta, zmniejsza straty ciepła wywołane parowaniem potu lub wilgotnej odzieży, zmniejsza także wypromieniowywanie energii cieplnej.